# Berghotel Rosstrappe

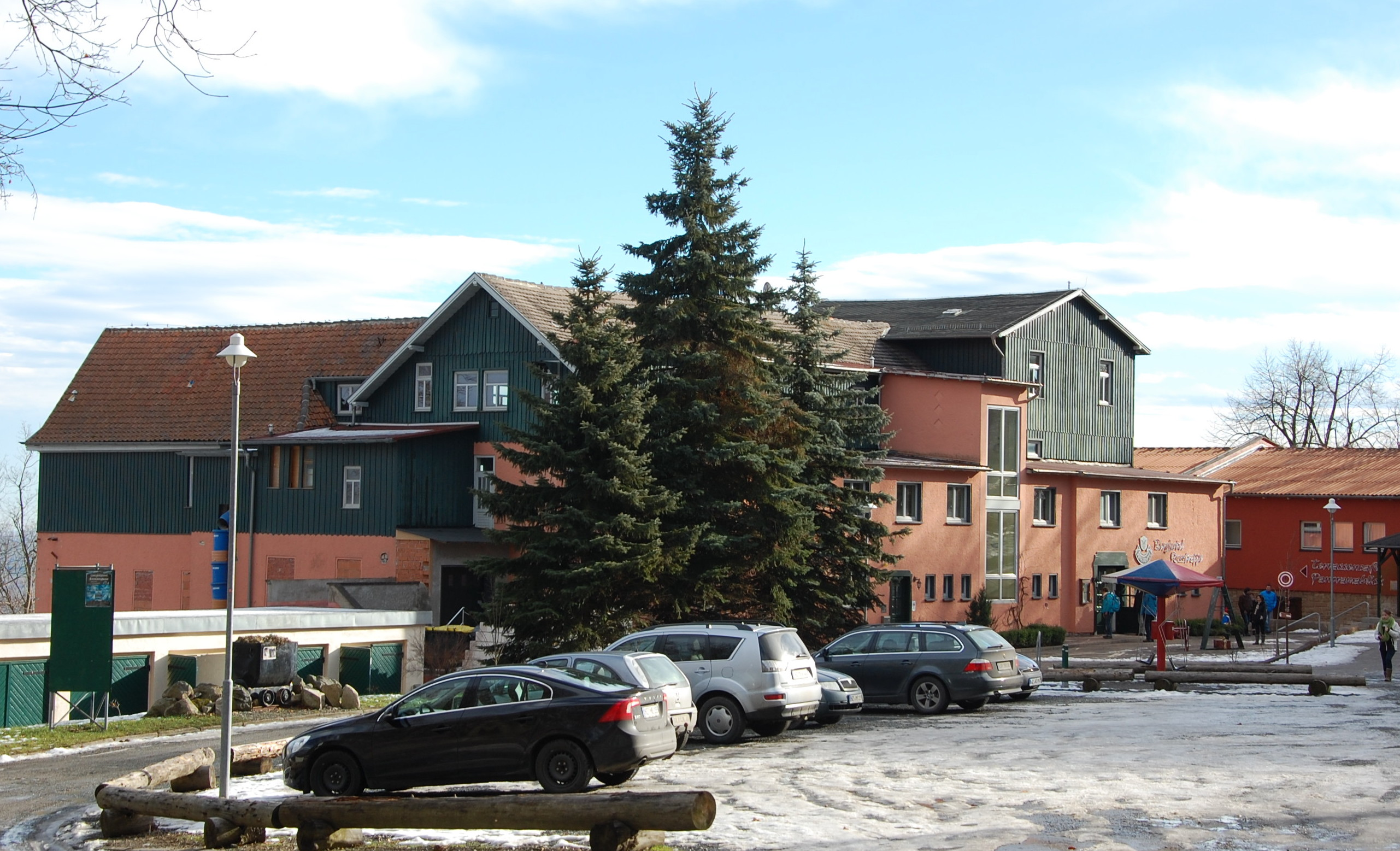
Berghotel Rosstrappe

Das Berghotel Rosstrappe ist ein denkmalgeschütztes Hotel in der Stadt Thale in Sachsen-Anhalt.

## Lage
Das Hotel liegt am Rand des Harzes hoch oberhalb von Thale am Ausgang des Bodetals. Südlich des Hotels befindet sich die Roßtrappe, nach der das Hotel benannt ist. In unmittelbarer Nähe befindet sich der Winzenburgturm. Straßenseitig ist das Hotel über eine Stichstraße von der von Thale nach Treseburg führenden Kreisstraße zu erreichen. Westlich der Hotelanlage befindet sich die Bergstation des von Thale heraufführenden Sessellifts. Vom Hotel gehen diverse Wanderwege ab, darunter auch der nach Thale führende Präsidentenweg. Etwas unterhalb des Hotels liegt die Bülowshöhe.

## Architektur und Ausstattung
Die heutige Bebauung geht im Kern auf die 1840–1860er Jahre zurück, wobei später erhebliche Umbauten und Modernisierungen erfolgten. Der Grundriss des Gebäudes ist in U-Form angelegt. Die Fassade ist sparsam gestaltet und wird von markanten Giebeln dominiert.
Das Hotel verfügt über 22 Doppel- und 5 Einzelzimmer. Die Räume des Hauses lassen Veranstaltungen mit 20 bis 140 Teilnehmern zu. Das Berghotel verfügt über eine eigene Gastronomie mit zwei Restaurants, einem Biergarten und einer weiteren Außenterrasse.

## Geschichte

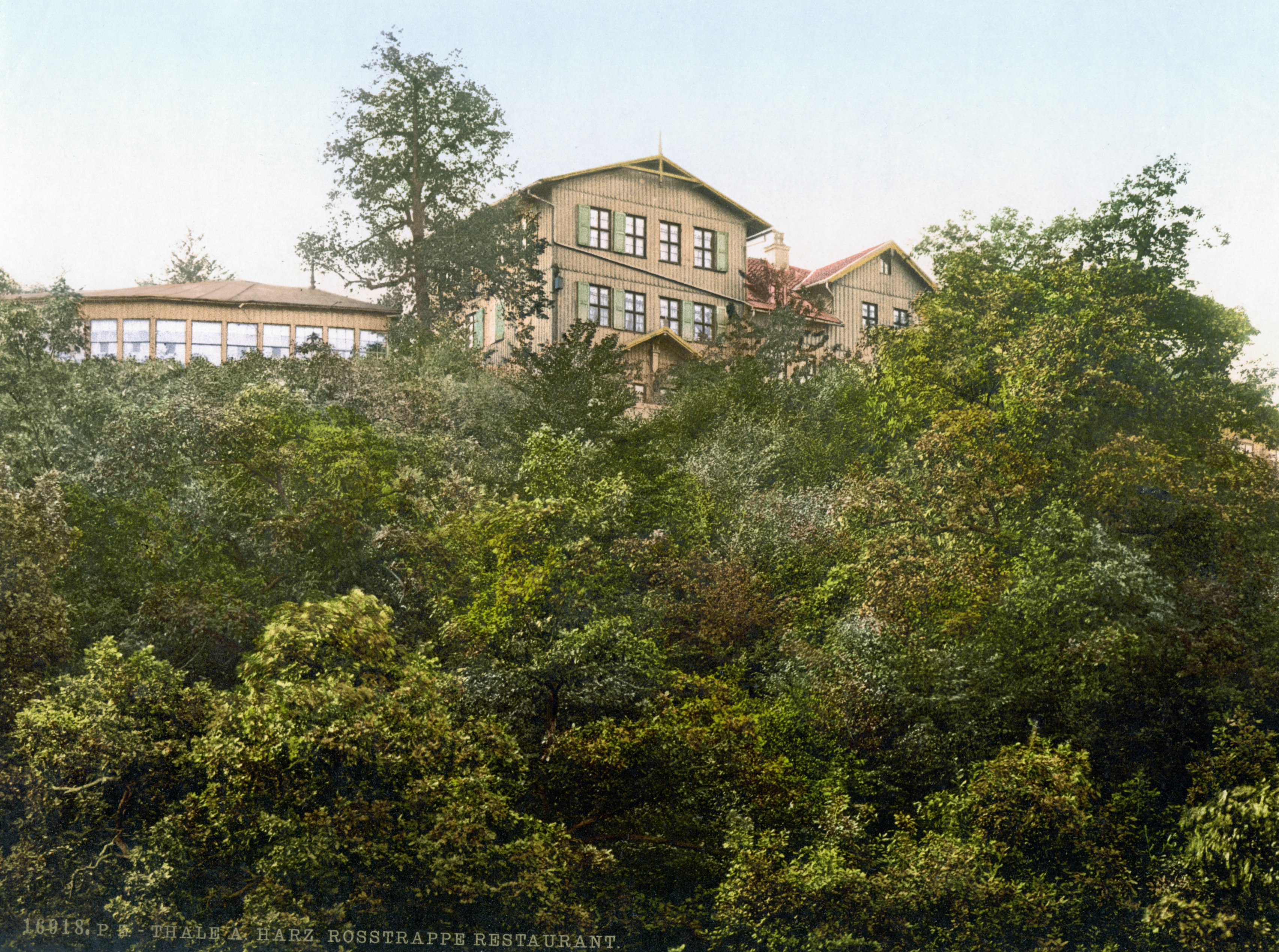
Hotel Rosstrappe um 1900

Die Ursprünge der Gastronomie in diesem Gebiet reichen bis zum Anfang des 19. Jahrhunderts zurück. Südlich des heutigen Hotels, auf halbem Weg zur Rosstrappe, war eine schwarze Bretterbude, genannt der Jagdschirm, errichtet worden. In diesem als Eckhardshöhe benannten Bereich stand ein einfaches, nur aus einem Raum bestehendes Blockhaus. Um das Haus herum waren einfach hölzerne Bänke und Tische aufgestellt. Hier bewirtete Friderich Sonntag von Mai bis Oktober Gäste, wobei die Zahl der Reisenden gering war und an manchen Tagen bzw. Wochen niemand kam. In den übrigen Monaten wohnte Sonntag in Thale und arbeitete als Stabschmied in der Blechhütte in Thale. Außerdem widmete er sich dem Vogelfang. Bekannt war das vom Wirt gereichte mit Honig gesüßte und mit Quellwasser verdünnte Birkenwasser. Das Wasser wurde mit einem Esel von einer Quelle herangeschafft. Der Preis pro Glas war hoch und betrug etwa 12,5 Silbergroschen, was ungefähr zwölf Stundenlöhnen eines Maurers entsprach.
Sonntag hatte das Objekt von der Forstverwaltung gepachtet. Die Forstverwaltung verlangte, dass ein Beschwerdebuch bereitzuhalten war. Hieraus entstanden die Gästebücher.
Das älteste erhaltene Buch stammt aus dem Jahr 1822, als sich 1456 Besucher eintrugen.
1849 errichtete der Thaler Maurermeister Worch im Auftrag Sonntags die ersten massiven Gebäude. Sonntag hatte dafür an der Hedwigshöhe einen Hektar Land gepachtet und richtete dort eine Terrasse mit Aussichtsmöglichkeiten über das Harzvorland und zum auf der anderen Seite des Bodetals liegenden Hexentanzplatz ein. Ab 1849 leitete Sonntag gemeinsam mit seinem Sohn Christoph Heinrich Friedrich das nun bestehende Hotel Rosstrappe. Sonntag senior verstarb 1856. Sein Sohn verstarb am 22. September 1867 im Hotel. Nachfolger wurde sein Sohn Friedrich August Christian. Er ließ 1889 den Winzenburgturm als Aussichtsturm errichten und verstarb am 9. Oktober 1898 ebenfalls im Hotel. Seine Ehefrau und die elf Kinder führten den Betrieb nicht fort. Es folgte 1899 ein Verkauf an den Goslarer Brennereiunternehmer Karl Rost, von dem sein Schwiegersohn Otto Krug das Hotel 1909 übernahm. Otto Krug ließ in den folgenden Jahren die Gebäude weitgehend abreißen und durch Neubauten ersetzen. 1910 entstand eine neue Wasserleitung. Im Jahr 1914 erhielt das Hotel Zentralheizung.
Die Zufahrt zum Hotel erfolgte lange nur über einen Hohlweg von der braunschweigischen Grenze aus. Die kostenaufwändige Wegebaupflicht der Rosstrappenwirte umfasste neben dem Weg zum Hotel auch den oberen Abschnitt der Schurre. 1935 wurde dann die Chaussee von Thale nach Treseburg und der Abzweig zum Hotel gebaut.
Otto Krug verstarb 1939. Seine Witwe Elsbeth Krug, geborene Rost führte das Hotel bis 1957. Es folgte dann bis zum 16. Dezember 1966 ihre Tochter Erika Krug. Das Berghotel Rosstrappe wurde dann von der HO betrieben und mehrfach umgebaut. 1990 erfolgte wieder eine Privatisierung. In kurzer Zeit hatte das Hotel dann mehrere Eigentümer bzw. Pächter. Es gab Umbauten, letztlich aber eine Zwangsverwaltung, Zwangsversteigerung und dann Schließung des Hotels. Nachdem im Februar 2006 Annett Schiebeck und Jan Müller neue Eigentümer des Hotels geworden waren, erfolgte, nach Rechtsstreitigkeiten über die Nutzung des Berghotels, am 15. Juli 2007 die Wiedereröffnung des Berghotels Rosstrappe.
Im Juni 2007 wurde eine neue Wasserleitung fertiggestellt, nachdem das alte System nicht mehr funktioniert hatte. Im August 2008 folgte eine neue Trafostation auf dem Hotelgelände und im April 2010 der Anschluss an das öffentliche Abwassersystem. Darüber hinaus wurden schrittweise die baulichen Anlagen saniert und modernisiert. Nach einer neuen Brandmeldeanlage im Jahr 2008 wurde im Sommer 2009 ein Reservoir für Löschwasser mit einem Fassungsvermögen von 180.000 Litern fertiggestellt.
Im örtlichen Denkmalverzeichnis ist das Gebäude unter der Erfassungsnummer 094 50648 als Gasthaus verzeichnet.